# Patto scolastico
Il Patto scolastico (in francese Pacte Scolaire) è l'accordo politico raggiunto nel novembre 1958 tra il Partito Sociale Cristiano (PSC), il Partito Socialista Belga (PSB) e il Partito Liberale (tutte e tre unitari all'epoca) per porre fine alle dispute e alle polemiche tra cattolici e laici alla fine della Seconda guerra scolastica. È stato lanciato come norma del diritto positivo secondo la legge del 29 maggio 1959 "che modifica alcune disposizioni in materia di istruzione".

## Contesto storico della conclusione del Patto scolastico
Nel 1958, i cattolici (trovando un intermediario attraverso il PSC) e i laici (trovando un intermediario attraverso il PSB e il Partito liberale) si oppongono almeno dal 1950, in particolare per quanto riguarda il finanziamento pubblico dell'istruzione gratuita e dell'istruzione ufficiale (pubblica). Il risultato delle elezioni legislative del 1958, che impedisce la formazione di una coalizione omogenea, cattolica o laica, ha costretto alla soluzione di questa ricorrente opposizione con una soluzione di compromesso. È un "atto di ragione", che porta all'adozione di una "legge di compromesso".

## Conclusione del Patto scolastico
Il Patto scolastico è il risultato di lavori svolti dall'8 agosto al 10 settembre 1958 dal Consiglio nazionale della scuola e le trattative successivamente sviluppate tra Théo Lefèvre del PSC, dal PSB di Max Buset e dai liberali di Roger Motz. Fu ratificato, in concomitanza, il 16 novembre 1958, dallo straordinario congresso del PSC. (all'unanimità), dal congresso del PSB (con 659 voti favorevoli, 231 voti contrari e 18 astensioni) e dal Comitato permanente del Partito Liberale (con 117 voti favorevoli, 6 contrari e 4 astenuti). È firmato solennemente dai rappresentanti dei tre partiti il 20 novembre 1958, nel governo del Primo ministro Gaston Eyskens.
È, in primo luogo, un contratto firmato tra i tre principali partiti politici belgi del tempo. In considerazione delle tendenze accusati successivi governi e dai laici cattolici del periodo della Seconda guerra scolastica per favorire le reti rispettivamente libere e dell'insegnamento ufficiale, il Patto scolastico tende a presentarsi politicamente come il risultato di un gioco politico nullo.

## Natura giuridica del Patto scolastico
Il patto scolastico non è una legge. Sarà tradotto in disposizioni di legge positive dalla legge del 29 maggio 1959 "che modifica talune disposizioni in materia di istruzione". Tuttavia, è richiesto di costituire uno standard para-legale che indichi "standard considerati legittimi" che, anche se non provengono dallo Stato, sono espressi come formule da persone autorizzate a parlare per conto di un o diversi raggruppamenti istituzionalizzati e come esposizione a sanzioni in caso di trasgressione.

## Obiettivi del Patto scolastico
Il Patto scolastico tende in una sola volta a stabilire la pace della scuola, proteggere le concezioni filosofiche, garantire la libertà d'istruzione e in particolare la libera scelta dei genitori, per promuovere l'espansione e la democratizzazione dell'istruzione e promuovere la neutralità dell'istruzione formale. Lo scopo è determinare la politica da seguire nell'istruzione.

## Campo di applicazione della legge sul Patto scolastico
Una volta adottata, la legge sul patto si applica all'asilo nido, all'istruzione primaria e secondaria (ma non all'istruzione superiore).

## Contenuto del Patto scolastico

### Istruzione gratuita
Per quanto riguarda l'istruzione obbligatoria, il Patto scolastico tende a fornire un'istruzione gratuita, sia nell'istruzione statale che nell'istruzione sovvenzionata (gratuita).

### Chiara distinzione tra istruzione formale e istruzione gratuita
Il patto scolastico induce una netta separazione tra istruzione gratuita e istruzione formale. La legge sul Patto scolastico stabilisce quindi una chiara distinzione tra, da un lato, le scuole ufficiali (organizzate dallo Stato, dalle province, dai comuni, dalle associazioni di comuni e da tutte le altre persone di diritto pubblico) e, dalle altre scuole ("scuole non ufficiali"), "scuole libere".

### Libertà educativa delle autorità organizzative
Il Patto scolastico sancisce la libertà delle autorità organizzative (sia pubbliche che libere) per quanto riguarda i metodi pedagogici. Tuttavia, devono rispettare un programma (identico) e un programma minimo (identico).

### Identità delle regole che disciplinano le sanzioni degli studi
Il Patto scolastico sancisce che le norme che disciplinano le sanzioni di studio saranno identiche, sia per quanto riguarda l'istruzione formale che l'istruzione privata.

### Divieto di attività politiche nelle scuole
Il Patto scolastico tende a proibire le attività politiche nelle scuole.

### Divieto di concorrenza sleale tra scuole
Il Patto scolastico tende a proibire la concorrenza sleale tra scuole. Prevede che "la propaganda per l'istruzione deve rimanere obiettiva e libera da qualsiasi attacco a un'altra istruzione".

### Diritto di libera scelta (efficace) e suoi corollari

#### Principio
Sotto il titolo di "Rispetto per libera scelta", la legge sul patto riconosce esplicitamente il "diritto dei genitori a scegliere il tipo di istruzione dei loro figli" e ciò "implica la possibilità di avere una distanza ragionevole di una scuola corrispondente alla loro scelta". La questione della libera scelta appare quindi, alla fine del patto scolastico, quella di avere (almeno essenzialmente) l'oggetto di consentire la libertà di scelta religiosa / filosofica.

#### Diritto e obbligo per lo Stato di stabilire le proprie scuole dove mancano
L'articolo 17 della Costituzione del 1831 recitava: "L'istruzione è gratuita, tutte le misure preventive sono proibite: la repressione dei reati è regolata solo dalla legge". È inoltre vietata l'istruzione pubblica a spese dello Stato e regolata dalla legge". L'interpretazione del ruolo (suppletivo o meno) così attribuito allo Stato era al centro delle tensioni che avevano animato la Seconda guerra scolastica. Il Patto scolastico tende a risolvere la difficoltà affermando che "lo Stato organizza un'educazione custode, primaria, normale, tecnica, artistica e specializzata e crea, laddove se ne presenti la necessità, gli stabilimenti e le sezioni necessarie degli stabilimenti per questo scopo".

#### Disposizioni finanziarie - Sistema di sussidi
Il Patto scolastico sancisce la responsabilità dello Stato di sovvenzionare gli edifici e le sezioni degli edifici che soddisfano le norme legali organizzate dalle province, nonché dai comuni e dai privati. La legge sul patto afferma a questo proposito il principio di autonomia e responsabilità finanziaria delle autorità organizzative (sia pubbliche che private) per quanto riguarda il costo dell'istruzione fornito da loro. Allo stesso tempo, istituisce, a favore di istituti di istruzione gratuiti sovvenzionati, un sistema di sussidi salariali (vale a dire il pagamento da parte dello Stato delle retribuzioni del personale di tali istituzioni, nei casi e alle condizioni stabilite dalla legge) e sovvenzioni operative e annuali, destinate a "coprire i costi delle operazioni e delle attrezzature" delle istituzioni e dei convitti e la distribuzione gratuita dei libri di testo agli alunni soggetti all'obbligo scolastico. Il regolamento di questi sussidi è ovviamente soggetto a condizioni e controlli, organizzati dal regio decreto.
Le autorità organizzatrici dell'istruzione gratuita sovvenzionata sono tenute a concedere ai membri laici (non religiosi) delle loro istituzioni onorarie almeno pari alle sovvenzioni salariali concesse dallo Stato di quest'ultima. Sono liberi di concedere ulteriori fondi. Tuttavia, le sovvenzioni di funzionamento non possono essere utilizzate da istituti di istruzione aperti per fornire ai membri del personale supplementi per gli stipendi guadagnati dalle loro controparti nell'istruzione formale.

## Commissione del Patto scolastico
Ai fini della risoluzione delle controversie e "possibilmente proponendo al Ministro della Pubblica Istruzione le misure da adottare", il Patto scolastico prevede l'istituzione di una commissione a tal fine.. A tale riguardo, il Patto scolastico istituirà una "Commissione incaricata di ascoltare tutte le richieste relative ai reati" contro i divieti di sviluppo nelle scuole di attività commerciali o di propaganda politica nonché qualsiasi pratiche sleali, di solito denominata "Comitato del Patto scolastico".

## Possibilità di revisione del Patto
La possibilità di rivedere il patto è prevista nella 31ª risoluzione.

## Effetti del Patto scolastico - Il futuro del Patto scolastico dal 1959
Il primo effetto della conclusione del Patto scolastico è ovviamente quello di porre fine alla Seconda guerra scolastica, per disinnescare "un grande scontro del momento". Promuove una "relativa deconfessionalizzazione degli scontri e dei raggruppamenti politici", le cui energie saranno poi rilasciate a favore di altri oggetti, contribuendo così a una maggiore sensibilità ai problemi linguistici.
Successivamente alla conclusione del Patto scolastico e all'adozione della legge del 29 maggio 1959 la Commissione Permanente del Patto scolastico ha adottato diverse risoluzioni volte a chiarire alcuni aspetti della legge. La legge del 29 maggio 1959 "che modifica talune disposizioni educative" è stata oggetto di numerosi emendamenti dalla sua adozione. Numerosi decreti reali sono stati adottati per portarla a termine. Innumerevoli circolari ministeriali sono giunte a specificare e / o interpretare i diversi punti. Tuttavia, i suoi principi fondamentali non sono stati messi in discussione.
Il 4 ottobre 1973, i partiti firmatari del Patto, seguendo lo stesso approccio osservato nel 1958, concluderanno un protocollo che riaffermerà la loro volontà di rispettare i suoi principi e il suo spirito, dichiarandosi "vincolato dalle sue risoluzioni fintanto che non sono stati modificati da un nuovo accordo."
Alla fine della riforma costituzionale del 1988, i principi fondamentali del Patto sono considerati una norma fondamentale ai sensi dell'articolo 24 (nuovo) della Costituzione (che sostituisce il precedente articolo 17 della Costituzione).
Dopo il patto scolastico, la popolazione scolastica crescerà notevolmente. Il Patto scolastico non sarà in grado di risolvere tutte le difficoltà, in particolare in termini di finanziamento dell'istruzione e dell'istruzione gratuita.
A seguito di una sentenza del 12 marzo 2015, la Corte Costituzionale ha ritenuto che, interpretando "come non implicante il diritto per un genitore di ottenere su richiesta, non altrimenti motivata, una deroga per il suo bambino a seguire il l'insegnamento di una delle religioni riconosciute o di una morale non settaria, l'articolo 8 della legge del 29 maggio 1959 che modifica talune disposizioni della legislazione sull'istruzione "violava (tra l'altro) gli articoli 19 e 24 della Costituzione, e l'articolo 2 del Primo Protocollo addizionale alla Convenzione europea dei diritti dell'uomo, mettendo così in discussione il presupposto del Patto scolastico di una scelta da fare (solo) tra corsi di religione (riconosciuti) e corsi di morale secolare.

## Legislazione
La Legge del 29 maggio 1959 modifica talune disposizioni relative all'istruzione, M.B., 19 giugno 1959, pag. 4586 e.s.

## Giurisprudenza
Sentenza n. 34/2015 della Corte costituzionale del 12 marzo 2015.